# Масевцы
Масевцы (укр. Масівці) — село в Хмельницком районе Хмельницкой области Украины.
Население по переписи 2001 года составляло 900 человек. Почтовый индекс — 31348. Телефонный код — 382. Занимает площадь 1,76 км². Код КОАТУУ — 6825084501.

## Местный совет
31348, Хмельницкая обл., Хмельницкий р-н, с. Масевцы, ул. Ленина, 45